# Kolartsi
Kolartsi (bulgariska: Коларци) är ett distrikt i Bulgarien.   Det ligger i kommunen obsjtina Tervel och regionen Dobritj, i den nordöstra delen av landet, 400 km öster om huvudstaden Sofia.
Trakten runt Kolartsi består till största delen av jordbruksmark. Runt Kolartsi är det ganska tätbefolkat, med 78 invånare per kvadratkilometer.